# Archeologia fenicio-punica
L'archeologia fenicio-punica (in origine antichità puniche) studia le antiche civiltà dei Fenici e dei Cartaginesi. L'ambito di studi di questa disciplina si estende principalmente dalla madrepatria fenicia, prevalentemente in Libano, ma anche in alcuni siti della Siria e d'Israele. Inoltre la materia si occupa di tutte le città puniche diffusesi nel primo millennio lungo il mar Mediterraneo, soprattutto a Cipro, in Italia (Sicilia e Sardegna in particolare), Malta, Penisola Iberica, Tunisia, Marocco.